# Reach Out I'll Be There
Reach Out I'll Be There är en soulpoplåt komponerad av låtskrivartrion Holland-Dozier-Holland och lanserad av sånggruppen The Four Tops 1966. Liksom på många andra av Motowns låtar står The Funk Brothers för musiken. Låten tillhör skivbolaget Motowns kändaste och blev en stor singelframgång i både USA och Storbritannien där den toppade singellistorna i två veckor vardera. Den namngav och inledde även gruppens studioalbum Reach Out.
Låten har senare spelats in av bland andra Jackie Trent (1969), Diana Ross (1971) och en discoversion av Gloria Gaynor som blev en singelhit 1975.
Magasinet Rolling Stone listade låten som #206 på sin lista The 500 Greatest Songs of All Time. I 2021 års version återfanns låten på plats 78.

## Listplaceringar
| Lista (1966)   | Position                 |
| -------------- | ------------------------ |
| Finland        | 32                       |
| Frankrike      | 5                        |
| Irland         | 4                        |
| Kanada         | 6 (RPM)                  |
| Nederländerna  | 6                        |
| Spanien        | 1                        |
| Storbritannien | 1 (UK Singles Chart)     |
| USA            | 1 (Billboard Hot 100)    |
| USA            | 1 (Billboard R&B Charts) |
| Västtyskland   | 13                       |